# Стены Севильи
Стены Севильи (исп. Murallas de Sevilla) — оборонительные стены, окружавшие территорию нынешнего Старого города Севильи. Город был окружён стенами с римского периода, и они поддерживались и модифицировались на протяжении последующих вестготского, исламского и кастильского периодов. Они оставались нетронутыми до XIX века, когда они были частично разрушены после революции 1868 года. Некоторые части стен сохранились, особенно вокруг Севильского Алькасара, а также в районе Макарена.
Первоначально стены имели 18 ворот и калиток, четыре из которых сохранились до сегодняшнего дня: Пуэрта-де-ла-Макарена, Пуэрта-де-Кордова, Постиго-дель-Асейте и Постиго-дель-Алькасар. Сохранившиеся части стен сохраняют свой вид со времён Альмохадов с элементами классицизма, привнесёнными во время реставраций XVIII века.

## История

### Римская эпоха
Оборонительные стены были построены во времена Гая Юлия Цезаря, примерно между 68 и 65 годом до н. э., когда он был квестором  в этом регионе. Это новое укрепление должно было заменить старый карфагенский частокол из брёвен и глины. Стены были расширены и укреплены во время правления Октавиана Августа из-за роста города; они были дополнены циклопическими башнями.
Остатки материалов этого периода можно найти только в материалах, повторно использованных в исламский период при строительстве новых стен Севильского Алькасара.

### Исламская эпоха

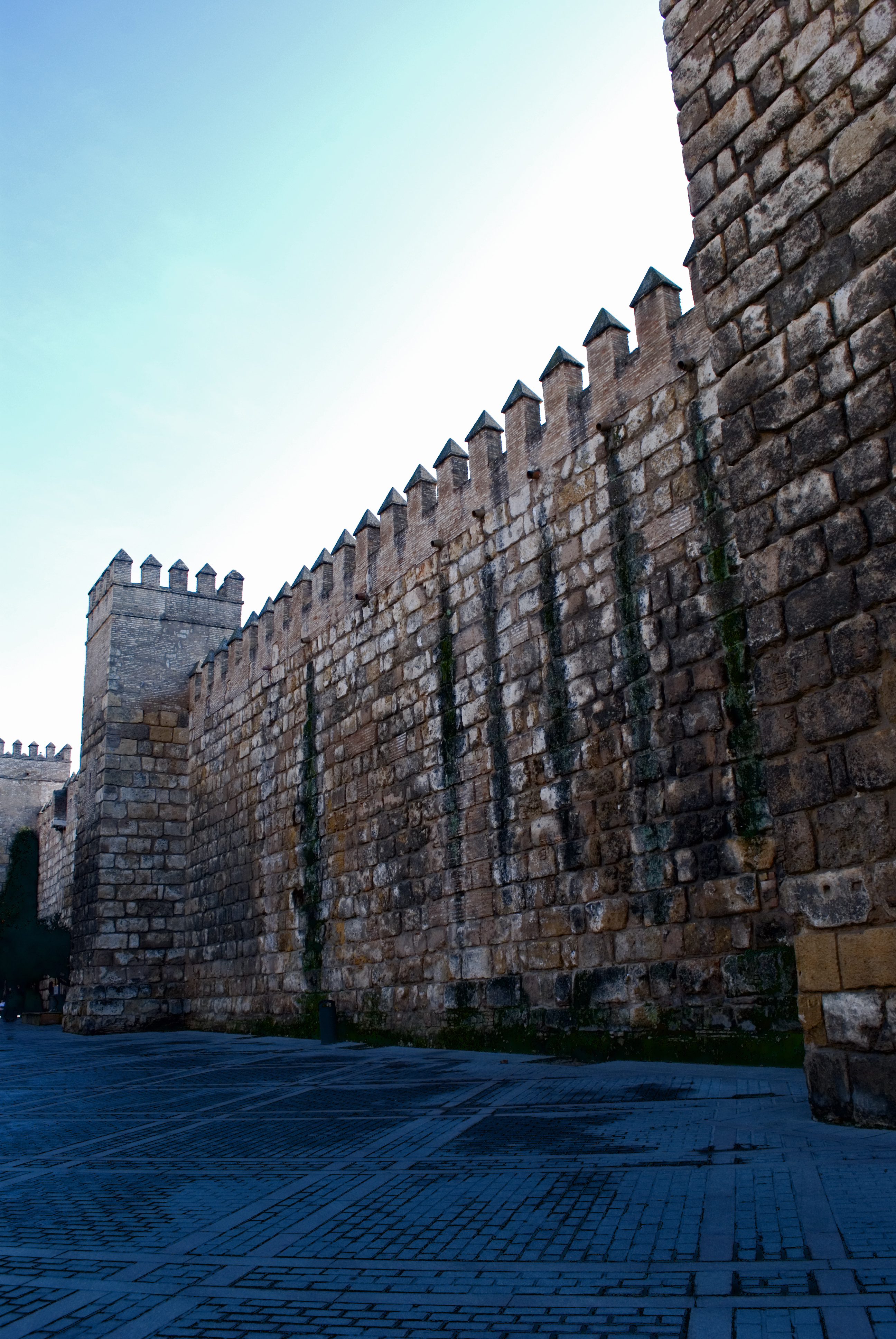
Стена Севильского Алькасара.

Во время исламского правления, в 844 году, город был разрушен викингами, а его стены снесены. После этого эмир Абд ар-Рахман II, четвёртый омейядский эмир Кордовы (822—852) восстановил их, которые были снова разрушены его правнуком Абд-ар-Рахманом III, эмиром, а позднее халифом Кордовы (912—961).
В 1023 году Аббад I, первый эмир Севильи (1023—1042), приказал снова возвести стены, чтобы защитить город от христианских войск. Между XI и XII веками произошло крупное расширение огороженного стенами пространства. Его преемники, зная об успехах северных христианских королевстве в Реконкисте, уделяли повышенное внимание укреплению своей обороны, и прежде всего стен города.
Ворота андалусских городов не были построены в соответствии с осями дорог, чтобы максимально затруднить осаду. Нападавшим приходилось пересечь несколько ворот и дворов, прежде чем войти в город. С высоты защитники крепости поражали стрелами и поливали кипящим маслом нападавших.

### Стены после Реконкисты

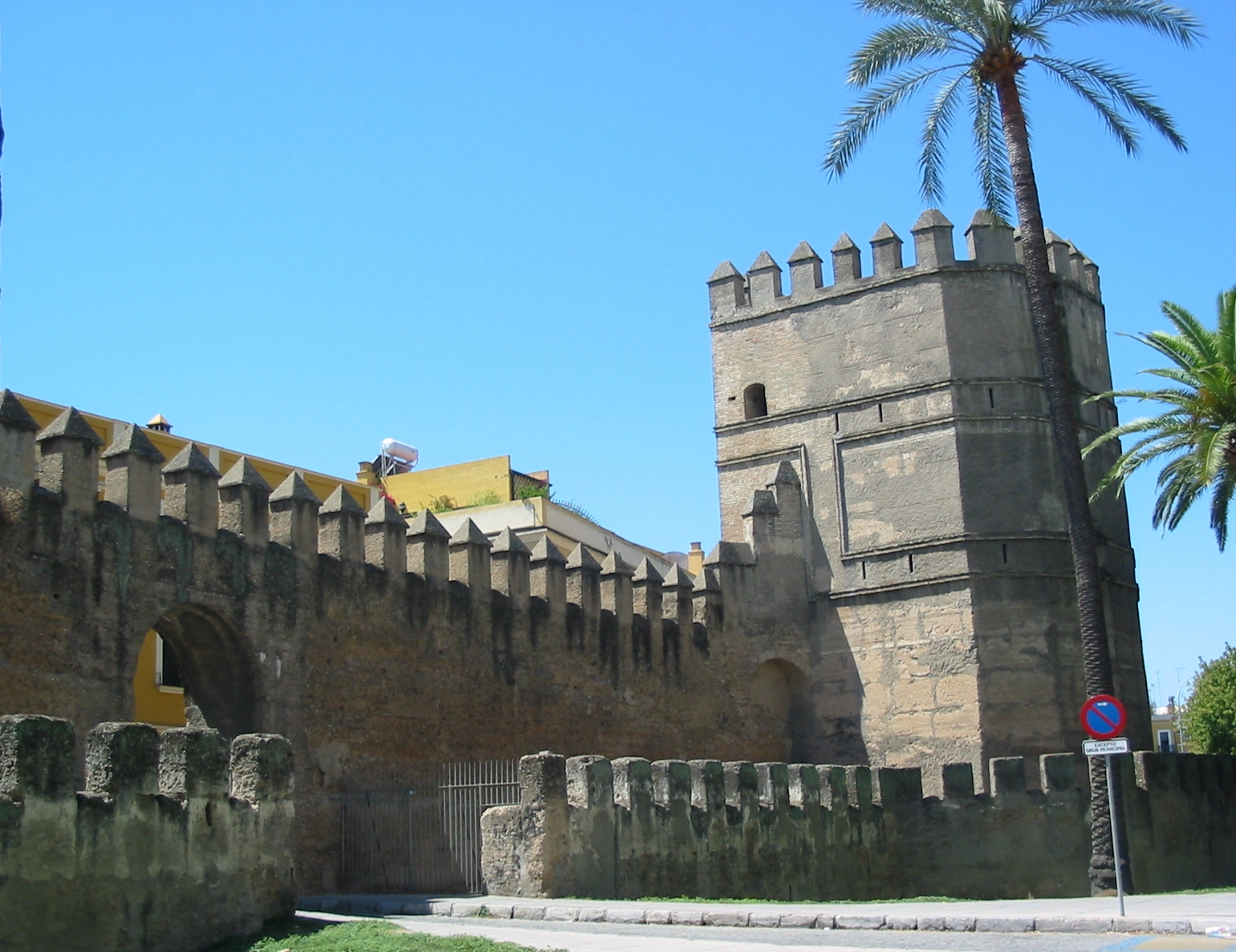
Стены Севильи и Белая башня в районе Макарена.

После завоевания города Фернандо III, королём Кастилии, в 1248 году христиане сохранили доставшиеся им от арабов стены города. По кастильской традиции монархи клялись в соблюдении привилегий города у наиболее социально и стратегически значимых его ворот во время въезда в этот город. Так в Пуэрта-де-ла-Макарена это делали Изабелла I (1477), Фердинанд II (1508), Карл V и его невеста Изабелла Португальская (1526) и в последний раз Филипп IV (1624). В Пуэрта-де-Голес клялся Филипп II (1570), после чего эти ворота были переименованы в Королевские
Во время правления Карла V был осуществлён капитальный ремонт наиболее важных ворот стен, с тем чтобы облегчить передвижение больших конных экипажей, распространённых в этот период. Изменения коснулись ворот и калиток Пуэрта-де-Кармона, Пуэрта-де-ла-Карне, Пуэрта-Реаль, Пуэрта-дель-Ареналь, Постиго-дель-Асейте, Постиго-дель-Карбон и Пуэрта-де-Триана.
Военная функция стен со временем перестала иметь какое-либо значение. После революции 1868 года их стали постепенно сносить преимущественно из-за роста территории города.